# جسیکا سنت کلیر
جسیکا سنت کلیر (انگلیسی: Jessica St. Clair؛ زادهٔ ۲۱ سپتامبر ۱۹۷۷) یک هنرپیشه اهل ایالات متحده آمریکا است. وی از سال ۲۰۰۲ میلادی تاکنون مشغول فعالیت بوده‌است.